# KLF
The KLF（ザ・ケイエルエフ）は、イギリスのビル・ドラモンドとジミー・コーティの2人からなるハウス・ユニット。
ユニット名について決定版と言える説明がなされたことはないが、「Kopyright Liberation Front」（著作権解放戦線） や「Kings of the Low Frequencies」（低周波の王）の頭文字など、様々な説明が伝えられてきた。

## 概要
アルバム『Chill Out』において「チルアウト」「アンビエント・ハウス」といったジャンルを産み出し、また、次のアルバム『The White Room』から、「スタジアム・ハウス三部作（The Stadium House Trilogy）」と呼ばれるシングル3枚（「What Time is Love?」、「3 A.M. Eternal」、「Last Train to Trancentral」）をリリースし、ハウス・シーンに大きな衝撃を残す。その反面、「著作権解放戦線」の名の通りに、無許可で他人の楽曲をサンプリングしてトラックを制作するなど、何度も問題を起こす人騒がせなグループでもあった。また、シンセサイザーを人差し指1本で弾くなど、演奏技術と楽曲レベルのギャップも驚きの対象となった。

## 歴史

### The JAMs
ビッグ・イン・ジャパンのメンバーであったビルと、ブリリアント、ゾディアック・マインドワープ＆ラヴ・リアクションのメンバーであったジミーが1987年にロンドンでヒップ・ホップ・プロジェクトThe JAMs（正式名称はThe Justified Ancients Of Mu Mu, ロバート・シェイとロバート・アントン・ウィルソン共著の小説『イルミナティ』三部作に登場する陰謀論団体の名をとったもの）を結成する。（このユニットではビルは「King Boy D」、ジミーは「Rockman Rock」と名乗っていた）同年にデビューシングル「All You Need Is Love」をリリース。この曲は、エイズの公共広告やビートルズ（「All You Need Is Love」）、サマンサ・フォックス（「Touch Me」）などを無許可でサンプリングしている。
その後、ファースト・アルバム『1987(What the Fuck Is Going On?)』を出す。このアルバムの収録曲もそのほとんどが無許可でサンプリングされたものばかりであり、特に収録曲「The Queen and I」はサンプリングやカヴァーなどを許可しないことで知られるアバの「ダンシング・クイーン」を無許可でサンプリングしていた。そのためアバのメンバーからクレームがつき、著作権保護団体MCPSから製造・販売中止の勧告を受け、アルバムの回収もしくは処分とマスターテープなどの引き渡しが言い渡される。そのため直接交渉しようとジミーの愛車（JAMsモービル、後述）でスウェーデンまでアバに会いに行ったが会うことは出来ず、街にいた娼婦たちにアルバムをプレゼントしたり記念撮影したりした後、アバの事務所ポラー・ミュージックの前で「The Queen and I」を大音量で流す。その後、JAMsモービルに多く積まれていたレコード『1987』を途中で突っ込んだ畑で500枚ぐらい燃やしていると、それに気付いた農家が銃を発砲したため彼らはそのまま逃げた。さらにその後、帰りのフェリーから250枚以上のレコードを投げ捨てた。
その後"1987"の著作権に引っかかる部分を無音処理した『1987 (The JAMS 45 Edits)』を出す。しかし、処理された部分が多いためほとんど音がしないアルバムとなっている。
翌年リリースされたセカンド・アルバム『Who Killed The JAMs』のジャケットには、このアルバムを燃やしているところの写真が使われている。

### The Timelords
1988年にThe Timelords（BBCのテレビ番組『ドクター・フー』に登場する異星人タイムロードに由来する）名義でシングル「Doctorin'the Tardis」をリリース、全英チャート1位を記録する（このユニットではビルは「Time Boy」、ジミーは「Load Rock」と名乗っていた）。この曲ではテクノミュージックへ方向転換しているが、ここでも「ドクター・フー」の音源を無許可でサンプリングしていたため後に法的措置を取られる。またゲイリー・グリッターの曲も無許可サンプリングしていたため、後にゲイリー本人が参加した「Gary in the Tardis」を追加リリースする。この2枚のシングル以外、The Timelords名義でのリリースはない。
その後、翌年1989年に著書「"The Manual (How to Have a Number One the Easy Way)"」（訳「ザ・マニュアル（いかにして楽にナンバーワンをだすか？）」）を出す。

### The KLF
1988年にリリースされたシングル「Burn the Bastards/Burn the Beat」からThe KLF名義で活動を始める。
1988年に「What Time is Love?」、1989年に「3 A.M. Eternal」「Last Train to Trancentral」を出す。いずれも「Pure Trance Original」（基本はインストゥルメンタルで一部コーラスが加えられている）としてリリースされており、のちにリミックスされ（後述）代表曲となる。
1989年、The KLFのファースト・アルバム兼、The JAMs、The Timelordsのベスト・アルバム『Shag Times』をリリース。続いて映画『The White Room』（未完成）とそのサウンドトラック『The White Room』のアルバムを出す。その後、シングル「Kylie Said To Jason」を発表。ペット・ショップ・ボーイズ風に作ったこの曲は、カイリー・ミノーグとジェイソン・ドノヴァンがデュエットでヒット曲「Especially For You」を出していたり、昼ドラに出ていたりしたことをモチーフに、この映画の制作費を稼ぐためにリリースしたが、全英チャート100位以内に入らず（最高位102位）、大きなヒットにはならなかった。またこの年、NEONの「No Limits」など「What Time is Love?」をカバーした曲が多数あることを知った彼らはこの曲を再リリースするとともに、この曲のカバーを集めた『The "What Time is Love" Story』をリリースする。
1990年にシングル「Last Train to Trancentral (Pure Trance 5)」を2000枚限定で出し、さらに初のアンビエント・アルバム『Chill Out』を出す。他にもこのアルバムから「Madrugada Eterna」のクラブ・リミックスや「What Time is Love?」の新リミックス、またジュラ島で撮影された何も起こらないビデオ『Waiting』などもリリースしている。また、ジミー・コーティはジ・オーブのアレックス・パターソンとコラボレーションし、Space名義でアルバム『Space』を発表している。
翌年1991年には映画『The White Room』のサウンドトラックであったアルバム『The White Room』をアレンジし、再リリース。Pure Tranceヴァージョンをリミックスした「スタジアム・ハウス三部作」と呼ばれる「What Time is Love?（Live At Trancentral）」「3 A.M. Eternal（Live At The S.S.L.）」「Last Train to Trancentral（Live From The Lost Continent）」等を収録（但し、「Last Train to Trancentral」はアメリカ版と日本版以外は別のヴァージョンを収録）。この内、シングル化された「What Time is Love? (Live at Trancentral)」は全英チャート5位、「3 A.M. Eternal (Live at S.S.L.)」は全英1位、全米5位、「Last Train to Trancentral (Live from the Lost Contient)」は全英2位のヒットとなった。なおこの「スタジアム・ハウス三部作」はそのサブタイトルや聞こえてくる歓声からライブ・レコーディングされたような感を受けるが、実際にはスタジオだけで制作された架空のライブ・ヴァージョンであり、聞こえてくる歓声はU2のアルバム『魂の叫び』などのライブ音源からサンプリングされたものである。
そしてこの年の10月、その1年前に「King of Low Frequency」名義でリリースされていたシングル「It's Grim Up North」をThe JAMs名義で再度リリース、The JAMs名義では最大のヒットとなる。続いて、アメリカのカントリー・ミュージック歌手タミー・ウィネット（ビル自身が大ファンだったらしい）をフィーチャリングしたシングル「Justified and Ancient」をリリース。『The White Room』に収録していたものをアレンジしたこの曲は全英チャート2位のヒットを記録。そして、「What Time is Love?」をハードロックにアレンジし、元ディープ・パープルのグレン・ヒューズをフィーチャリングした「America:What Time is Love?」をリリースし、全英4位を記録。しかし、タイトル通りアメリカ向けに作ったこの曲は、全米チャート57位と不発であった。だが、1992年に日本で深夜に放送されていた音楽番組『BEAT UK』(フジテレビ)では、シングル・チャートでNo.1を獲得した。
1992年にイギリスのブリット・アワーズにおける、受賞後のパーティで演奏中にビルが客席に向かって空砲を撃ち、さらに催されたホテルの外に「私はあなたのために死にました、どうぞ召し上がれ」と書いた紙を貼り付けた羊の死体を放置し、会場を去る。その言葉通り同年5月13日、音楽雑誌NMEへ引退広告を掲載してKLFは解散し、The JAMs、The Timelords名義のものも含め、すべてのレコードを廃盤とした。

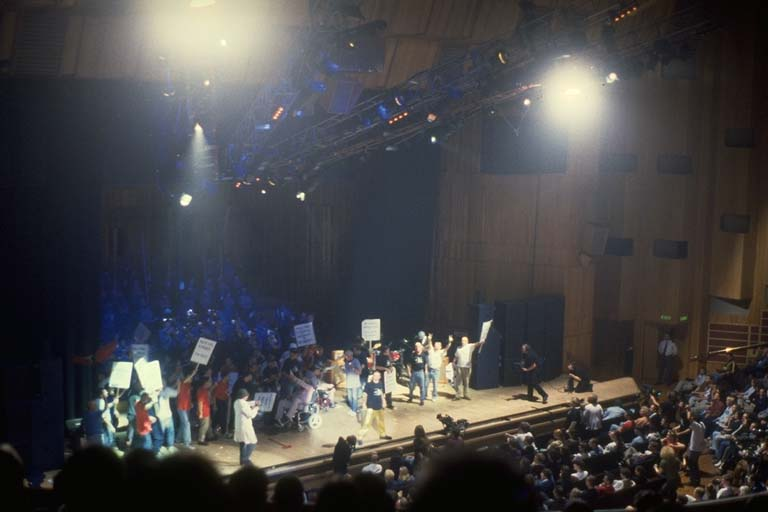
2K名義での復活ライブ（1997年、バービカン・ホールにて）

### 2K
1997年に2K名義で「Fuck the Millennium」をリリースした。元々この再結成は「What Time is Love?」をフェアリー・ウィリアムズ・ブラス・バンドがカバーしたことに端を発しており、この楽曲はリヴァプールでの造船夫がイギリス政府が推進する政策「ミレニアムドーム計画」の煽りで不当な扱いを受けていることに対する抗議の曲である。同年9月17日、彼らはバービカン・ホールで全23分間の復活ライブを行い、同日音声のみがインターネットでも配信された。
2006年にジミー・コーティが、アレックス・パターソンらとユニット、トランジット・キングス (Transit Kings)を組み、アルバムをリリース。

## ディスコグラフィ
詳しくはThe KLF discography（英語版）も参照
- The Justified Ancients of Mu Mu: 1987 (What the Fuck Is Going On?) (1987年)
- The Justified Ancients of Mu Mu: Who Killed The JAMs? (1988年)
- The Justified Ancients of Mu Mu/The KLF/The Timelords: Shag Times (1988年)
- The Justified Ancients of Mu Mu/The KLF/The Timelords: The History of The JAMs a.k.a. The Timelords (1989年)
- The KLF/Various Artists: The "What Time Is Love?" Story (1989年)
- The KLF: Chill Out (1990年)
- Space: Space (1990年)
- The KLF: The White Room (1991年)

### 日本国内でのディスコグラフィ
すべて東芝EMI（現・EMIミュージック・ジャパン）からのリリースで、現在は廃盤になっている。
- アルバム

『ホワイト・ルーム』 - The White Room (1991年)
『MU』 - MU (1991年) ※ミニ・アルバム
『ザ・KLF作品集I』 - This Is What The KLF Is About I (1992年) ※シングル3枚組+ブックレット
『ザ・KLF作品集II』 - This Is What The KLF Is About II (1992年) ※シングル3枚組+ブックレット
- シングル

「3AMイターナル」 - "3 A.M. Eternal" (1991年) ※12cmCDシングル
「愛って何時？」 - "What Time is Love?" (1991年) ※8cmCDシングル、カップリングに「アメリカよ、愛って何時？（America:What Time is Love?）」を収録
「正しい古代人」 - "Justified and Ancient" (1991年) ※8cmCDシングル、タミー・ウィネットのヴァージョンは収録されていない

## 問題行為
- 自分たちのレコードをプロモーションするために、広告掲示板や公共ビルなどに巨大な落書きをしてトラブルを起こしている
- 他人の曲を無許可でサンプリングする
  - アバの曲を無許可でサンプリングした際、そのことをアバ側に説明しようとしたが会うことができず、アバの事務所前において夜中に大音量で音楽を流す
- ビデオ撮影のためにミステリーサークルをつくろうと、とうもろこし畑に無断侵入しているのを発見される（その後のBBCのニュースで報道される）
- 宿泊したホテルに羊の死体を置いていく
- クリスマス当日に、イギリスの音楽番組『トップ・オブ・ザ・ポップス』での女王陛下スピーチ後の放送で「3 A.M. Eternal」の演奏を依頼され、クリスマス・ヴァージョンを作ることになったが、スラッシュ・メタルバンド、エクストリーム・ノイズ・テラーとのデュエットを完成し、「トップ・オブ・ザ・ポップス」側にその演奏を聞かせたところ、出演を拒否される（なお前述したブリット・アワーズではそのヴァージョンを演奏した。またシングルが通信のみで限定発売された）。

などにより、悪名高きグループとして知られている。

## その他
- ジミー・コーティの愛車は米フォード社の旧型ギャラクシーのパトカーを改造したものであり、JAMsモービルと呼ばれる。ジャケットやプロモーションビデオによく登場する。前述のThe Timelordsのシングル「Doctorin' the Tardis」ではこのJAMsモービルがヴォーカルを務めたとして、まるで車がしゃべっているようかの仕掛けも成された。
  - 余談だが、前述のアバに会うためにスウェーデンに行った際、JAMsモービルで保護動物の大鹿を轢き殺してしまったことがある。
- ライヴでは観客に偽物のマシンガンを発砲したり、ターンテーブルを投げたりしている（特に後者では、ライヴを行ったアムステルダムのクラブに出入り禁止処分を受けている）。
- 代表曲のタイトルにもなっている「Trancentral」とは、彼らが当初使用していた「Pure Trance」から発展した造語とも、「トランシルヴァニア（Transylvania）」のミススペルとも言われている。彼らは他にもアルバム『Chill Out』に収録された楽曲を「アンビエント・ハウス」と名付けたり、禅とアナーキーを合わせた「Zenarchy」という言葉（彼ら曰く「修行なしの禅みたいなもの」の意）をインタビューで使ったりするなど、数々の造語を作っている。
- 1991年6月、世界のプレスやメディア関係者に「失われたムー大陸への旅」なる招待状を送りつけ、ジュラ島へ招待したが、その目的は前述の映画『The White Room』のワンシーンを撮影するためであり、参加費や交通費は一切負担しないどころか参加者たちにその映画のエキストラまでさせた。もちろん現地に着くまでその告知は一切無かった。なおこの映画では魔王ルシファーに仕える4人の侍女役に若い日本人女性を起用したり、BGMに雅楽「越天楽」を使用したりしていた。またこのときに行われたパーティの模様が収められた「The Rites Of Mu（訳「ムーの祭典」）」という短編映画も制作され、後にMTVでも放送された。
- アメリカ向けに制作された「America:What Time is Love?」は1992年にリリースされているが、これは1492年のコロンブスのアメリカ大陸発見よりも500年早い992年に、The Justified Ancients Of Mu Mu（ここでは海に沈んだムー大陸を再発見するために航海に出た古代人の意）がアメリカ大陸を発見したというコンセプトが元になっており、彼らはその1000年祭を祝うために「What Time is Love?」をリモデルした曲だと言っている。
- 日本のテレビ番組「タモリ倶楽部」のコーナー「空耳アワー」でアルバム『The White Room』収録の「Build A Fire」が紹介されたことがある。ネタは原詞の"Should I Care"が「白木屋」に聞こえるものであり、景品としてTシャツが出た。[2]

## 著書
- ビル・ドラモンド『45 ザ・KLF伝』（2013年、Pヴァイン、訳：萩原麻理）ISBN 978-4907276041
- ジョン・ヒッグス『The KLF: ハウス・ミュージック伝説のユニットはなぜ100万ポンドを燃やすにいたったのか』 （2018年、河出書房新社、訳：中島由華）ISBN 978-4309279534